# Acacia ditricha
Acacia ditricha är en ärtväxtart som beskrevs av Leslie Pedley. Acacia ditricha ingår i släktet akacior, och familjen ärtväxter. Inga underarter finns listade i Catalogue of Life.